# ПРО А-1035
Территориальная система противоракетной обороны А-1035 — проект объектовой системы противоракетной обороны важнейших административных центров и военных объектов, разрабатывавшийся в 1978–1991 гг., в рамках комплексной программы по созданию перспективных систем противоракетной обороны Д-20, как продолжение (переработанная и усовершенствованная версия) зональных систем противоракетной обороны — А-135 и создаваемой ей на смену А-235.

## История
Работы над проектом системы ПРО А-1035 велись в соответствии с Постановлением Совета Министров СССР №585-119 от 7 июня 1978 г., которое ставило задачу  проведения фундаментальных исследований и разработки принципиальной схемы системы А-1035, как проекта по дальнейшему развитию системы А-235, а также Постановлением СМ СССР от 15 июля 1985 г., которое предписывало в рамках проекта А-1035 провести комплекс научно-исследовательских работ (НИР). Разработкой проекта занимались научно-исследовательские и опытно-конструкторские учреждения в структуре Министерства радиопромышленности СССР. Разработка ряда перспективных систем ПРО — системы ПРО Москвы и Московского промышленного района А-235 и системы ПРО важнейших административных центров и военных объектов А-1035 составляло ядро программы Д-20. Согласно распорядку работ на ближайшие годы, принятому в 1985 г., подведение итогов предварительных работ и защита аванпроекта А-1035 намечалась на 1988 г. Как отметил в своём интервью главный конструктор ЦНПО «Вымпел» Б. П. Виноградов, если начало работ по проектам А-135, А-235 и А-1035 воспринималось тогдашним советским руководством с энтузиазмом, что, в свою очередь, обусловило их количество и заранее заложенную установку на поэтапность (А-235 на смену А-135, затем А-1035 на смену А-235), то во второй половине 1980-х гг. общая оценка высшим советским военно-политическим руководством перспектив дальнейшей работы над этими проектами была пессимистической, в результате чего уже в 1987 г. проекты были признаны технически не реализуемыми.

## Сравнительная характеристика
| Основные сведения и тактико-технические характеристики стратегических комплексов (систем) противоракетной обороны СССР и России | Основные сведения и тактико-технические характеристики стратегических комплексов (систем) противоракетной обороны СССР и России | Основные сведения и тактико-технические характеристики стратегических комплексов (систем) противоракетной обороны СССР и России | Основные сведения и тактико-технические характеристики стратегических комплексов (систем) противоракетной обороны СССР и России | Основные сведения и тактико-технические характеристики стратегических комплексов (систем) противоракетной обороны СССР и России | Основные сведения и тактико-технические характеристики стратегических комплексов (систем) противоракетной обороны СССР и России | Основные сведения и тактико-технические характеристики стратегических комплексов (систем) противоракетной обороны СССР и России | Основные сведения и тактико-технические характеристики стратегических комплексов (систем) противоракетной обороны СССР и России | Основные сведения и тактико-технические характеристики стратегических комплексов (систем) противоракетной обороны СССР и России | Основные сведения и тактико-технические характеристики стратегических комплексов (систем) противоракетной обороны СССР и России | Основные сведения и тактико-технические характеристики стратегических комплексов (систем) противоракетной обороны СССР и России |
| Характеристики | Наименование комплекса (системы) ПРО                                                                                            | Наименование комплекса (системы) ПРО                                                                                            | Наименование комплекса (системы) ПРО                                                                                            | Наименование комплекса (системы) ПРО                                                                                            | Наименование комплекса (системы) ПРО                                                                                            | Наименование комплекса (системы) ПРО                                                                                            | Наименование комплекса (системы) ПРО                                                                                            | Наименование комплекса (системы) ПРО                                                                                            | Наименование комплекса (системы) ПРО                                                                                            | Наименование комплекса (системы) ПРО                                                                                            |
| Характеристики | «А» | «А-35» | «А-35Т» | «А-35М» | «С-225» | «С-375» | «А-135» | «А-135» | «А-235» | «А-235» |
| --- | --- | --- | --- | --- | --- | --- | --- | --- | --- | --- |
| Разработчик (изготовитель) | СКБ-30, МКБ «Факел» | ЦНПО «Вымпел», МКБ «Факел» | СКБ-30 | ЦНПО «Вымпел», МКБ «Факел» | ЦКБ «Алмаз» | ЦКБ «Алмаз» | ЦНПО «Вымпел», МКБ «Факел», ЕМКБ «Новатор»                                                                                      | ЦНПО «Вымпел», МКБ «Факел», ЕМКБ «Новатор»                                                                                      | ЦНПО «Вымпел» | ЦНПО «Вымпел» |
| Год(ы) окончания проекта | 1961—1963 | 1972—1974 | 1973 | 1978 | 1985 | 1991 | 1995 | 1995 | ?? | ?? |
| Принятие на вооружение | Нет | Да | Нет | Да | Нет | Нет | Да | Да | Н/д | Н/д |
| Тип ракеты | В-1000 | А-350Ж | А-350М | А-350Р | ПРС-1 / В-825 | ПРС-1 | 51Т6 типа А-350 | 53Т6 | 51Т6 мод. | 14Ц033 |
| Число ступеней | 2 | 2 | 2 | 2 | 2 | 2 | 2 | - | 2 | 2 |
| Тип двигателя (стартовый/маршевый) | РДТТ/ЖРД | РДТТ/ЖРД | РДТТ/ЖРД | РДТТ/ЖРД | РДТТ/РДТТ | РДТТ/РДТТ | РДТТ/ЖРД | РДТТ | РДТТ/ЖРД | ЖРД/ЖРД |
| Тип боевой части | о.-ф., ядерная | ядерная | ядерная | ядерная | ядерная | ядерная | ядерная | ядерная | ядерная | о.-ф., ядерная |
| Стартовая масса ракеты, т | — | 33 | — | 33 | — | — | 33 | 10 | — | 9,6 |
| Длина ракеты, м | 12,4—14,5 | 19,8 | — | 19,8 | — | — | 19,8 | 10,0 | — | — |
| Диаметр корпуса, м | 1,0 | 2,57 | — | 2,57 | — | — | 2,57 | 1,0 | — | — |
| Дальность действия, км | — | 350 | — | 350 | — | 500—1000 | 350 | 80 | 1000—1500 | 200—300 |
| Скорость полёта, м/с | 1000 | — | — | — | — | 2000—5000 | — | 3000 | — | — |
| Система наведения | радиокомандная | радиокомандная | радиокомандная | радиокомандная | радиокомандная | радиокомандная | радиокомандная | радиокомандная | радиокомандная | радиокомандная |
| Источник информации: Щит России: системы противоракетной обороны. — М.: Изд-во МГТУ им. Н. Э. Баумана, 2009. — С. 270. — 504 с. — ISBN 978-5-7038-3249-3. Примечание: Проекты А-35Т, С-225 и С-375 были прекращены на различных стадиях проведения опытно-конструкторских работ. Проект А-235 находится на стадии полигонных испытаний. | | | | | | | | | | |